# Marian Harkin
Marian Harkin, född White 26 november 1953 i Sligo, är en irländsk politiker. Hon var ledamot av Europaparlamentet 2004–2019. Hon tillhör inget irländskt parti, utan har ställt upp som oberoende kandidat. Däremot valde hon att som enskild person ansluta sig till Europeiska demokratiska partiet och satt i Gruppen Alliansen liberaler och demokrater för Europa.